# Cirkumhorizontalni luk
Cirkumhorizontalni luk može se vidjeti kada visoko na nebu lebde sitni kristalići leda u obliku šesterokutnih pločica. Zbog molekularnih svojstava vodenog leda, svi su atmosferski ledeni kristali u pravilu šesterokutne prizme čija svaka stranica leži pod kutom od 60° u odnosu na susjednu i pod 90° u odnosu na baze. Bez obzira na njihov konačan oblik i veličinu, kutevi njihovih stranica uvijek su isti i upravo su zbog te činjenice haloi, lažno Sunce i razni drugi lukovi lako predvidljivi i moguće ih je jednostavno matematički simulirati. Otuda dolaze i boje: kristalići su prizme, a znamo što se događa svjetlosti kad prolazi kroz prizmu – svaka valna duljina svjetlosti lomi se malo drugačije, pa dobivamo spektar boja.
Da bi se pojavio cirkumhorizontalni luk, na nebu se moraju nalaziti cirusi i cirostratusi. To su visoki i tanki oblaci između 5 i 10 kilometara iznad tla. Osim toga, njihovi ledeni kristalići moraju biti u obliku pločica. Ima ih jako mnogo i različitih su oblika, ali kutovi njihovih stranica uvijek su isti, a približno im je jednaka i orijentacija: njihove su baze u načelu usporedne s tlom. Sunčeva svjetlost ulazi u kristale kroz jednu od manjih, okomitih stranica, lomi se i izlazi kroz donju bazu, rastavljena na svoje sastavne boje. Rasap je čišći nego u slučaju obične duge i boje su izraženije. 
Osim vrste i orijentacije ledenih kristala, još jedan uvjet mora biti zadovoljen za pojavu cirkumhorizontalnog luka: kutna visina Sunca. Zrake Sunčeve svjetlosti u kristal moraju upasti pod kutom većim od 58° da bi se mogle prelomiti i izaći kroz donju bazu. Ako je Sunce niže na nebu od toga, svjetlost ne izlazi kroz donju bazu već se odbija od nje natrag u unutrašnjost kristala. Odavde potječe tvrdnja da je cirkumhorizontalni luk "najrjeđa optička pojava u atmosferi" ili "najrjeđa vrsta ledenih haloa". To je djelomično točno i ovisi o zemljopisnom položaju promatrača.
Budući da Sunce mora biti najmanje 58° visoko na nebu da bi se vidio cirkumhorizontalni luk, on se rijetko vidi iz središnje Europe, te nikada sjevernije od Kopenhagena (koji leži na 55° sjeverne zemljopisne širine). Uvjeti stvaranja cirkumhorizontalog luka izravno ovise o broju dana u godini tijekom kojih Sunce dostiže visinu od 58° ili višu, a broj tih dana pak ovisi o zemljopisnoj širini promatrača. Na zemljopisnoj širini Zagreba, cirkumhorizontalni luk može se teoretski vidjeti tijekom nešto više od 300 sati godišnje i to oko podneva u tjednima i mjesecima oko ljetnog suncostaja (solsticija), kad je Sunce najviše na nebu. Situacija je mnogo povoljnija za promatrače na južnijim širinama: stanovnici Houstona na 30° sjeverno ovu pojavu mogu vidjeti tijekom 750 sati godišnje. Stoga je cirkumhorizontalni luk relativno rijetka pojava u većem dijelu Europe, ali češća u SAD-u koji najvećim dijelom teritorija leži između 30° i 45° sjeverne zemljopisne širine. Je li, stoga, točna tvrdnja da se radi o "najrjeđoj" atmosferskoj pojavi? Jest ako se nalazite sjevernije od 58°, ali općenito govoreći nije. Postoje brojne rjeđe pojave koje nastaju na sličan način: 46° halo, Lowitzovi, Kernovi, Parryjevi i Moilanenovi lukovi, lažno Sunce na 44° i 120°.
Dakle, uvjeti koji moraju biti zadovoljeni da bi se vidio cirkumhorizontalni luk:
- zemljopisni položaj: promatrač se mora nalaziti na zemljopisnoj širini južnije od približno 58° sjeverno;
- oblaci: na nebu se moraju nalaziti visoki i tanki cirusi i cirostratusi;
- veličina i orijentacija ledenih kristalića: oblaci moraju biti sastavljeni od kristalića leda u obliku šesterokutnih pločica čije su baze položene usporedno s tlom.
- kutna visina Sunca: Sunce mora biti 58° ili više na nebu.

Želite li vidjeti cirkumhorizontalni luk, potražite ga između travnja i kolovoza oko podneva kad je Sunce visoko na nebu i kada su na nebu prisutni oblaci iz roda cirusa. Uvijek će se vidjeti 40°-ak stupnjeva ispod Sunca.  
Cirkumhorizontalni luk ne treba miješati s iridescentnim oblacima (irizacija).

## Objašnjenje
Halo su svjetlosne pojave u obliku prstenova, lukova, svjetlosnih ploha, stupova i točaka, koje nastaju ako se između Sunca i Mjeseca i oka promatrača nalazi tanak sloj oblaka (cirusa ili cirostratusa) koji se sastoje od ledenih kristala. Pojava se najbolje vidi ako gustoća oblaka nije tolika da bi sakrila Sunce. Pojava haloa može nastati i onda kad se svjetlosni izvor nalazi iza oborinskih pruga iz oblaka, koje ne dosežu tlo (takozvane virge), a i u blizini tla kad je magla od ledenih kristala. 
Halo se pojavljuje u različitim oblicima, a može se raspodijeliti u dvije glavne grupe: halo koji se pojavljuje u obliku kruga oko Sunca, iznutra crvenkaste boje, najčešće kutnog promjera 22° (22° halo ili mali halo), a rjeđe 46° (46° halo ili veliki halo), od kojih prvi ima i takozvana lažna Sunca ili parhelije, te halo koji nije obojen (bijel), u obliku vodoravnog kruga ili pak svijetlih stupova. 
Prvu teoriju haloa dao je E. Mariotte i vezana je za prisutnost ledenih kristala u atmosferi. Ledeni se kristali pojavljuju u veoma različitim oblicima, no halo se vidi kod određenih najjednostavnijih oblika kristala, i to kod heksagonalnih pločica, heksagonalnih stupića (prizmice), katkada s heksagonalnom pločicom s obje strane, kod međuoblika kristala, na primjer kratke prizmice s otprilike jednakom visinom i širinom, kod prizmica sa šiljkom i slično. 
U atmosferi različiti ledeni kristali obično zauzimaju određenu srednju orijentaciju tako da bi im otpor zraku u padu bio maksimalan i pri tom se njišu. Ustanovljeno je da pločice padaju tako da im je os c okomita, kratke prizmice orijentiraju se proizvoljno u svim smjerovima, dok duge prizmice padaju tako da im je os c vodoravna. Ledeni kristalići s bridovima većim od 0,5 μm teže da rotiraju u padu. 
U teoriji haloa valja uvažavati orijentaciju glavne osi c kristala. Kad je glavna os c orijentirana vodoravno ili okomito, pojavljuje se strogo orijentirani halo, a kad je ta os orijentirana u svim mogućim smjerovima, tad se halo oblikuje u obliku vodoravnog kruga, kojemu se u središtu nalazi Sunce.
Otklon zrake nakon prolaza u ledenom kristalu jest:
{\displaystyle D=u-1+u'-1'=u+u'-\alpha }
Kao i kod duge, najjaču jakost (intenzitet) svjetla nakon prolaza kroz kristal pojavljuje se kod zraka koje imaju minimalni otklon Dmin što je određeno uvjetom:
{\displaystyle \sin {\frac {D_{min}+\alpha }{2}}=n\cdot \sin {\frac {\alpha }{2}}}
gdje je: α - kut ledene prizmice (ovdje 60° ili 90°), a n - indeks loma za led. 
Za razliku od duge, kod koje na istu kapljicu upadaju zrake svjetlosti pod različitim upadnim kutovima, u kristalnom oblaku potrebno je mnoštvo kristala, koji su prema upadnim zrakama izloženi pod različitim upadnim kutovima, pa samo one zrake Sunca ili Mjeseca koje upadaju pod kutom umin stvaraju svijetlu, najmanje otklonjenu zraku (druge zrake stvaraju samo blijedu opću pozadinu na udaljenosti od Sunca, koje je veće od Dmin). Većina haloa dade se objasniti jednostavnim zakonima loma svjetlosti na prizmama s kutovima 60°, odnosno 90°. Dobivanje različitih oblika haloa ovisi pod kakvim upadnim kutom zahvaćaju zrake svjetlosti pločice ili heksagonalne prizmice, odnosno kakva je orijentacija kristala. 
Halo u obliku kruga oko Sunca, koji ima kutni polumjer 22° (22° halo) i kutnu širinu približno 1,5°, najčešći je od svih haloa (90% slučajeva). Nastaje otklonom na prizmicama s kutom 60° kao svjetlosni prsten, često prljavo crven ili smećkaste boje, katkada bjelkaste boje. Idući prema vanjskom rubu prstena, zapaža se bijeli veo, kojemu jakost (intenzitet) svjetlosti prema vani opada, a nastaje preklapanjem boja. 
Halo u obliku prstena s kutnim polumjerom od 46° (46° halo), često lijepo obojen, obično se vidi samo u dijelovima. Nastaje minimalnim otklonom na dugim i kratkim prizmicama s kutom 90°, koje su proizvoljno orijentirane. Jakost haloa je dosta slaba. 
Uz halo u obliku prstena s kutnim polumjerom od 22°, ako je oblačni pokrov cirostratusa homogen, katkada se može zapaziti takozvani parhelijski krug, koji okružuje nebo paralelno s obzorom (horizontom), a prolazi kroz Sunce i parhelije (lažna Sunca). Nastaje refleksijom na okomitim plohama pločica ili dugih prizmica, ali se rijetko pojavljuje. Na ovom se krugu na suprotnoj strani od Sunca pojavljuje protusunce (antihelij) i 60° od njega u stranu parantiheliji kao bijele svijetle mrlje nastale unutrašnjom refleksijom na kristalićima. 
Uz taj halo nastaju dosta često i gornji i donji tangencijalni lukovi kosim prolazom zraka svjetlosti s obzirom na glavnu ravninu dugih prizmica s kutom 60°, te lažna Sunca ili pasunca, odnosno pamjeseci (parheliji i parselene), također kosim prolazom zraka svjetlosti kroz okomito orijentirane pločice. Pasunce je česta pojava uz halo i najsjajnija je od svih halo oblika s lijepim bojama i bijelim repom prema vani. Kako se Sunce podiže na nebu, pasunca se udaljuju od Sunca, a poklapaju se s haloom kad se Sunce približava obzoru. 
Tangencijalni lukovi oko haloa u obliku prstena s kutnim polumjerom od 46° prilično su česti i jaki (intenzivni), s čistim bojama nalik na dugine boje. Poput cirkumzenitnog luka, i ova pojava nastaje lomom na prizmicama s kutom 90°, vodoravno orijentiranim (cirkumzenitni luk na okomito orijentiranim pločicama). Cirkumzenitni luk ne nastaje ako je Sunce iznad 32,3° iznad obzora. Okomiti stupovi nastaju u produženju Sunca kao posljedica refleksije na pobočnim plohama dugačkih prizmica ili osnovnim plohama pločica. 
| Boja       | Pripadni indeks loma za led n | Pripadni upadni kut umin za kut prizme α = 60° | Pripadni upadni kut umin za kut prizme α = 90° |
| ---------- | ----------------------------- | ---------------------------------------------- | ---------------------------------------------- |
| Ljubičasta | 1,317                         | 22° 22'                                        | 47° 16'                                        |
| Žuta       | 1,310                         | 21° 50'                                        | 45° 44'                                        |
| Crvena     | 1,307                         | 21° 34'                                        | 45° 06'                                        |